# New Labour
New Labour je označení více středové a modernější politiky a ideologie Labouristické strany ve Spojeném království. Tuto politiku prosazovali přední vůdcové strany, hlavně Tony Blair, Peter Mandelson a Anthony Giddens. Zároveň se tak neoficiálně nazývá i tato strana samotná. 
V širším smyslu se tak označují ideologie třetí cesty, prostředkující mezi socialismem a kapitalismem s cílem zachovat výhody obou systémů. Jméno New Labour („Nová Labouristická“) pochází z návrhu stranického programu New Labour, New Life For Britain z roku 1996. V praxi politika New Labour znamenala úplný rozchod s marxismem, oslabení vlivu odborů na stranu, a především přijetí řady liberálních zásad včetně omezení vlivu státu na podnikání.